# Triángulo de Lublin
Triángulo de Lublin (en lituano: Liublino trikampis; en polaco: Trójkąt Lubelski; en ucraniano: Люблінський трикутник, romanizado: Liublinskyi trykutnyk), es una alianza regional tripartita para políticas, económicas, cultural y social entre Lituania, Polonia y Ucrania, cuyo objetivo es apoyar la integración de Ucrania en la Unión Europea (UE).
Los países del Triángulo de Lublin han manifestado su apoyo a la restauración de la integridad territorial de Ucrania dentro de fronteras reconocidas internacionalmente y piden que se ponga fin a la agresión rusa en su contra. El Triángulo de Lublin apoya otorgar a Ucrania el estatus de socio mejorado por la OTAN y declara que otorgar a Ucrania un Plan de Acción para la Membresía de la OTAN es el siguiente paso necesario en esta dirección.
El formato tripartito se basa en las tradiciones y los lazos históricos de los tres países. La declaración conjunta pertinente fue firmada por los ministros el 28 de julio en Lublin, Polonia. Lublin fue elegido específicamente como un indicio de la Unión de Lublin medieval, que creó la República de las Dos Naciones, uno de los estados más grandes de Europa en ese momento.
La idea de crear una organización así pertenece a Adam Czartoryski, expresado por Viacheslav Chornovil.

## Historia
La declaración conjunta de los Ministros de Relaciones Exteriores de Lituania, Polonia y Ucrania Linas Linkevičius, Jacek Chaputowicz y Dmytro Kuleba sobre la creación del formato se firmó el 28 de julio de 2020 en Lublin, Polonia.
El 1 de agosto de 2020, el ministro de Relaciones Exteriores de Ucrania, Dmitro Kuleba, invitó al Ministro de Relaciones Exteriores de Bielorrusia, Vladímir Makéi, a la segunda reunión, que tendrá lugar en Kiev. Durante el Foro Económico en Karpacz, Polonia, el 10 de septiembre de 2020, el director del Departamento Este del Ministerio de Relaciones Exteriores de Polonia, Jan Hofmokl, declaró que el Triángulo de Lublin debería ser en realidad un cuadrado con Bielorrusia. Según él, en la etapa inicial Minsk estaba interesado en este proyecto político, pero luego cambió de opinión.
El 17 de septiembre de 2020 tuvo lugar la primera reunión (en formato de video) de los coordinadores nacionales del Triángulo de Lublin, creado por los Ministros de Relaciones Exteriores de Ucrania, Polonia y Lituania en julio de 2020. Vasyl Bodnar (Ucrania), Marcin Pszydach (Polonia) y Dalus Cekuolis (Lituania) han sido nombrados coordinadores de este mecanismo de cooperación tripartita. Las partes discutieron los preparativos para la próxima reunión de Ministros de Relaciones Exteriores del Triángulo de Lublin, que tendrá lugar en Kiev por iniciativa del Ministro Dmytro Kuleba. Una de las principales tareas del Triángulo de Lublin debería ser coordinar las acciones de Ucrania, Polonia y Lituania para contrarrestar eficazmente los desafíos y amenazas a la seguridad común, entre los cuales la prioridad es contrarrestar las amenazas híbridas de Rusia.
El 29 de enero de 2021, durante la primera reunión en línea del Triángulo de Lublin, el ministro de Relaciones Exteriores de Ucrania, Dmytro Kuleba, declaró en una sesión informativa que Ucrania, Lituania y Polonia están a favor de que Bielorrusia se una al Triángulo de Lublin, pero aún no ha llegado el momento.
El 28 de febrero de 2021, se supo que a fines de enero de 2021 la opositora bielorrusa Svetlana Tijanóvskaya se contactó por primera vez con el ministro de Relaciones Exteriores de Ucrania, Dmytro Kuleba, donde fue invitada a una reunión del Triángulo de Lublin y está esperando una invitación a una reunión fuera de línea con el Sr. Kuleba. y con la Verkhovna Rada. Svitlana señaló que quería que el "Triángulo de Lublin" se convirtiera en los "Cuatro de Lublin".

## Mecanismos de cooperación

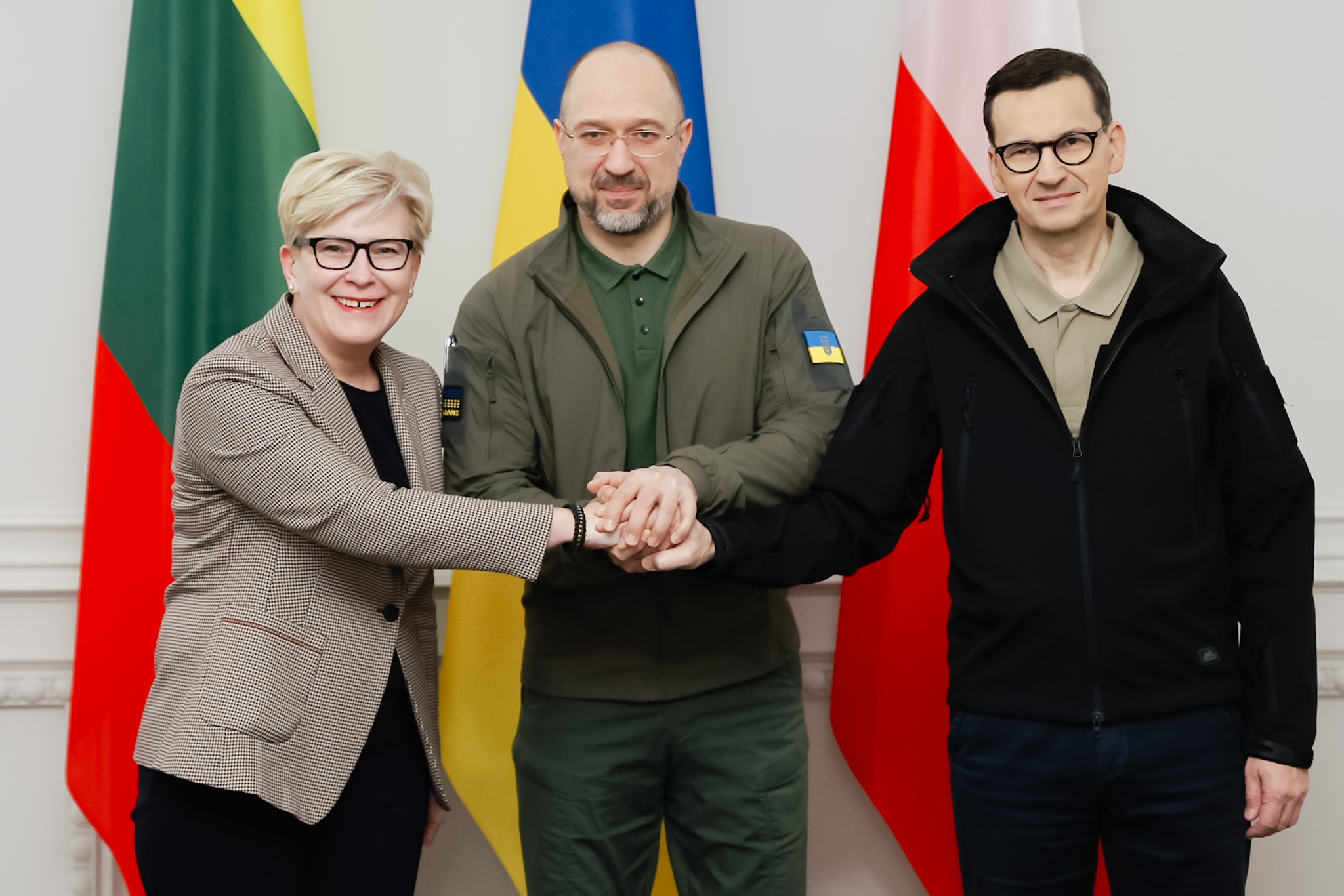
Reunión de Primeros Ministros de los países del Triángulo de Lublin, Kiev 2022

Según esta Declaración conjunta de Lituania, Polonia y Ucrania, los ministros de relaciones exteriores de las partes deberían celebrar reuniones periódicas, en particular en los ámbitos de las actividades multilaterales, y con la participación de socios seleccionados. También organizarán consultas a nivel de liderazgo de los Ministerios de Relaciones Exteriores de sus países y crearán en estos ministerios puestos de representantes sobre cooperación dentro del Triángulo de Lublin.
Durante la primera reunión de videoconferencia el 17 de septiembre de 2020, los coordinadores nacionales identificaron las principales actividades del Triángulo de Lublin y acordaron asegurar la interacción sostenible entre el formato en los diferentes niveles de trabajo. Durante la reunión, acordaron los principios básicos del Triángulo de Lublin y esbozaron planes de cooperación en el futuro cercano. Una de las principales tareas debería ser coordinar las acciones de los tres estados para abordar eficazmente los desafíos y amenazas actuales a nuestra seguridad común. Entre los temas prioritarios de la cooperación se encuentra la lucha conjunta contra las amenazas híbridas de Rusia, en particular en la lucha contra la desinformación. Se destacó la importancia de mantener una estrecha cooperación dentro de las organizaciones internacionales.
Los viceministros también acordaron lanzar una consulta temática tripartita a nivel de directores de las cancillerías de los tres países. Los coordinadores prestaron una atención importante a la situación en Bielorrusia y algunos otros países de la región. Vasyl Bodnar expresó su gratitud a los socios por su constante apoyo a la integridad territorial y la soberanía de nuestro estado y su apoyo para contrarrestar la agresión rusa. También informó a sus colegas sobre los principales objetivos de la Plataforma de Crimea e invitó a Polonia y Lituania a cooperar activamente en el marco de la plataforma, que tiene como objetivo desocupar Crimea.
El 12 de octubre de 2020, el primer ministro de Ucrania, Denis Shmygal, señaló la importancia del recién creado "Triángulo de Lublin" e invitó al presidente polaco Andrzej Duda a ampliar su formato, es decir, para discutir la posibilidad de una reunión de jefes de gobierno en el " Triángulo de Lublin "durante su visita a Ucrania.
El 27 de febrero de 2021, el ministro de Relaciones Exteriores de Lituania, Gabrielius Landsbergis, dijo a la Radio Libertad de Ucrania que la iniciativa del Triángulo de Lublin, que une a Ucrania, Lituania y Polonia, acerca a Ucrania a la integración europea: También cree que la iniciativa de la Plataforma de Crimea es "extremadamente útil no solo para encontrar soluciones concretas, sino también para recordar el problema de la ocupación de Crimea".

## Iniciativas

Emblema LitPolUkrbrig

### Asamblea interparlamentaria
La Asamblea Interparlamentaria de la Verjovna Rada de Ucrania, el Seimas y el Senado de la República de Polonia y el Seimas de la República de Lituania se establecieron en 2005 para establecer un diálogo entre los tres países en la dimensión parlamentaria. La reunión constituyente de la Asamblea tuvo lugar el 16 de junio de 2008 en Kiev, en Ucrania. Dentro de la Asamblea, hay comités sobre la integración europea y euroatlántica de Ucrania, la cooperación humanitaria y cultural.

### Equipo conjunto
La Brigada Lituano-Polaco-Ucraniana es una unidad multinacional con las capacidades de una brigada militar común, diseñada para llevar a cabo operaciones militares independientes de conformidad con el derecho internacional o para participar en tales operaciones. Está formado por unidades militares especiales de los tres países, seleccionadas de la 21ª Brigada de Fusileros Pidgal (Polonia), la 80.ª Brigada de Asalto (Ucrania) y el batallón de la Gran Duquesa Biruta Ulan (Lituania).
La brigada lituano-polaca-ucraniana se estableció en el marco de la cooperación tripartita en el ámbito de la defensa en 2014. Proporcionar una contribución nacional a las formaciones militares multinacionales de alta preparación (Acuerdos de Reserva de la ONU, Grupos Tácticos de Batalla de la UE, Fuerza de Respuesta de la OTAN), así como operaciones internacionales de mantenimiento de la paz y seguridad bajo los auspicios de la ONU, la UE, la OTAN y otras organizaciones internacionales de seguridad..basado en el mandato del Consejo de Seguridad de la ONU y en caso de aprobación por los parlamentos de los países participantes.
Desde 2016, LitPolUkrbrig ha sido un elemento importante de los esfuerzos de la OTAN para implementar los estándares de la OTAN en las Fuerzas Armadas de Ucrania. Las principales actividades de la brigada incluyen la capacitación de oficiales y unidades militares ucranianos en estas normas, la planificación y realización de tareas operativas y el mantenimiento de la preparación operativa.

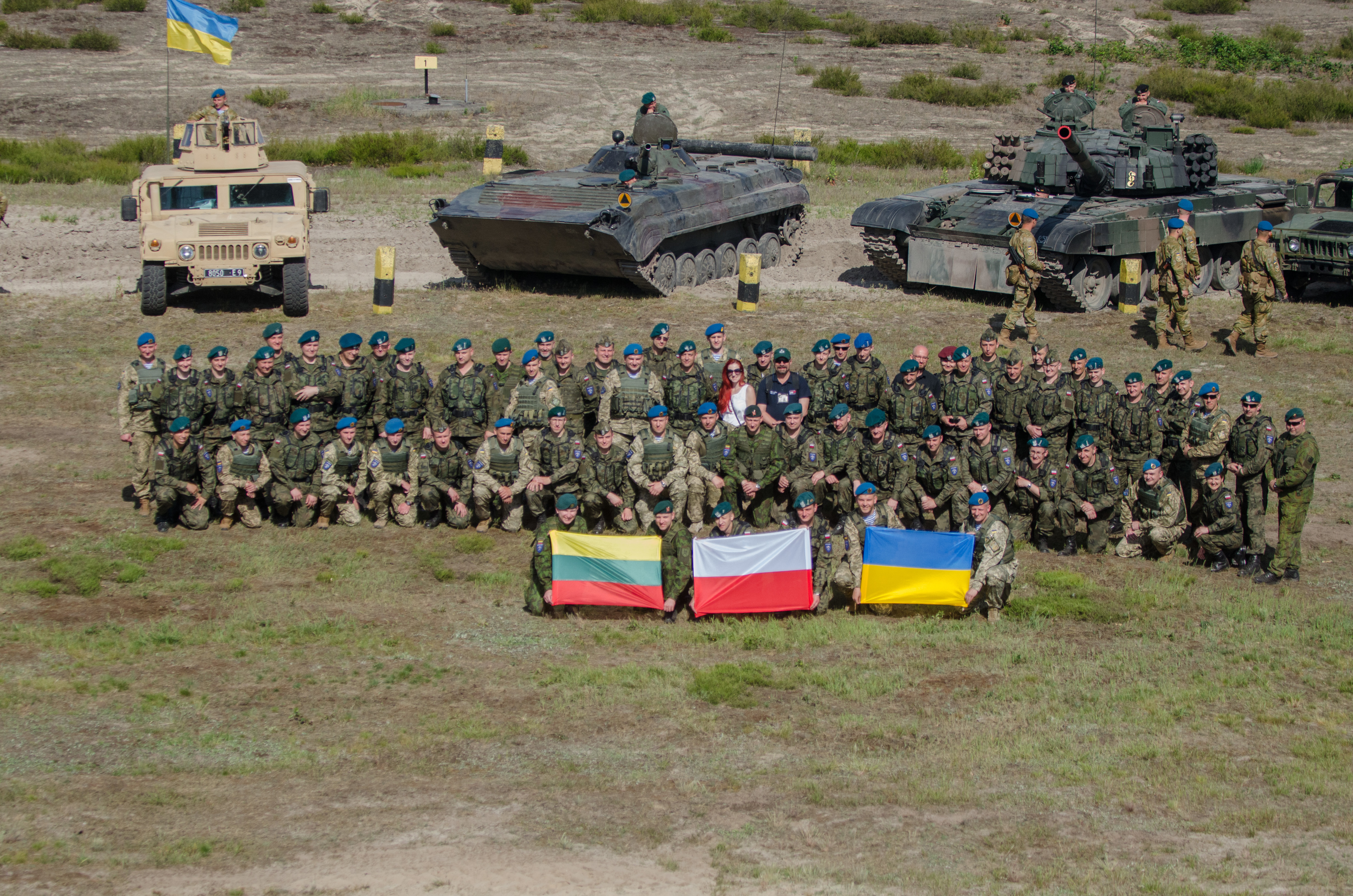
Soldados de la brigada lituano-polaco-ucraniana en la ceremonia de apertura del ejercicio "Anaconda-2016" en el sitio de pruebas de Nova Deba en Polonia, junio de 2016.

## Comparación de países
| Nombre                     | Lituania                                                                                              | Polonia | Ucrania |
| Nombre oficial             | República de Lituania (Lietuvos Respublika)                                                           | República de Polonia (Rzeczpospolita Polska)                                                                 | Ucrania |
| -------------------------- | --- | --- | --- |
| Emblema                    | | | |
| Bandera                    | Bandera de Lituania                                                                                   | Bandera de Polonia                                                                                           | Bandera de Ucrania |
| Población                  | 2.794.329                                                                                             | 38 383 000                                                                                                   | 41.660.982 |
| Cuadrado                   | 65,300 th más común km² (25,200 millas)                                                               | 312,696 th más común km² (120,733 millas)                                                                    | 603,628 km² (233,062 millas) |
| Densidad de población      | 43 personas / km²                                                                                     | 123 personas / km²                                                                                           | 73 personas / km² |
| Sistema                    | República constitucional unitaria parlamentaria-presidencial                                          | República constitucional unitaria parlamentaria                                                              | República constitucional unitaria parlamentaria-presidencial                                                                                                   |
| Capitales                  | Vilna - 580,020 (810,290 área metropolitana)                                                          | Varsovia - 1.783.321 (3.100.844 territorio metropolitano)                                                    | Kiev - 2.950.800 (3.375.000 Área Metropolitana) |
| La ciudad más grande       | Vilna - 580,020 (810,290 área metropolitana)                                                          | Varsovia - 1.783.321 (3.100.844 territorio metropolitano)                                                    | Kiev - 2.950.800 (3.375.000 Área Metropolitana) |
| Lenguajes oficiales        | Lituano (de facto y de jure)                                                                          | Polaco (de facto y de jure)                                                                                  | Ucraniano (de facto y de jure) |
| El actual jefe de gobierno | Primer ministro Saulius Skvernalis (2016-presente)                                                    | Primer Ministro Mateusz Morawiecki (Derecho y Justicia ; 2017 - presente)                                    | Primer ministro Denis Shmygal (2020-presente) |
| El actual Jefe de Estado   | Presidente Gitanas Nauseda (2019 - presente)                                                          | Presidente Andrzej Duda (Ley y Justicia ; 2015 - presente)                                                   | Presidente Volodymyr Zelensky (Siervo del Pueblo ; 2019-presente)                                                                                              |
| Las principales religiones | 77,2% católicos, 4,1% ortodoxos, 0,8% viejos creyentes, 0,6% luteranos, 0,2% reformadores, 0,9% otros | 87,58% católicos, 7,10% difícil de decir, 1,28% otras religiones, 2,41% no religiosos, 1,63% no especificado | 67,3% ortodoxos, 9,4% grecocatólicos, 0,8% católicos latinos, 7,7% cristianos indecisos, 2,2% protestantes, 0,4% judíos, 0,1% budistas, 11,0% no confesionales |
| Grupos étnicos             | 84,2% lituanos, 7,1% polacos, 5,8% rusos, 1,2% bielorrusos, 0,5% ucranianos, 1,7% otros               | 98% polos, 2% otros o no especificado                                                                        | 77,8% ucranianos, 17,3% rusos, 0,8% rumanos y moldavos, 0,6% bielorrusos, 0,5% tártaros de Crimea, 0,4% búlgaros, 0,3% húngaros, 0,3% polacos, 1,7% otros      |